# Gioacchino Colombo
Gioacchino Colombo (9. leden 1903 Legnano – 27. duben 1987 Milán) byl italský konstruktér a projektant.
Gioacchino Colombo byl žákem slavného Vittoria Jana, když strávil téměř 30 let v projektovém studiu Alfy Romeo. Narodil se v Legnanu poblíž Milana 9. ledna 1903, když mu bylo 14 let začal pracovat v dílně Tosi, kde se podrobně seznamuje s funkcí motorů a parních turbín. Ve svých 24 letech přichází do milánské automobilky Alfa Romeo, aby se stal členem vývojové skupiny, která pracuje na projektu vozu P2. O rok později je již hlavním projektantem jak v oddělení cestovních vozu tak ve vývoji závodních speciálů. Přispívá v prvé řadě ke sportovním úspěchům Alfy Romeo ve třicátých a čtyřicátých letech. V té době je Vittorio Jano stále více zahlcován prací pro technické oddělení a Colombo se stává jeho pravou rukou. V roce 1939 projektoval Alfettu (Alfa Romeo 158) pro Ferrari. Dalšími modely jsou Alfa Romeo 308, Alfa Romeo 321 nebo Alfa Romeo 316. Po válce pak spolupracuje na projektech několika prototypů, jako je např. „Disco volante“. V roce 1945 se vrací do Ferrari, kde vytváří první dvanáctiválec 1500 cm3.
V letech 1950 a 1951 je znovu u Alfy Romeo a vede technické oddělení pro závody Formule 1. V období 1952 – 1954 pracuje pro Maserati, kde vyvíjí Maserati 250F, Maserati 6C a v letech 1955 a 1956 je hlavním konstruktérem vozu Bugatti. Po návratu do Itálie přechází od čtyř kol ke kolům dvěma a je hlavním projektantem u MV Agusta, kde působí až do roku 1970. Poté vytvořil firmu technického poradenství a projekce. Umírá 27. dubna 1987.

## Projekty
| Náhled | Vůz                      | Poznámky              |
| ------ | ------------------------ | --------------------- |
| **     | Alfa Romeo               | **                    |
|        | Alfa Romeo P2            | Spolu s Vittorio Jano |
|        | Alfa Romeo 308           |                       |
|        | Alfa Romeo 158           |                       |
|        | Alfa Romeo 159           |                       |
|        | Alfa Romeo Disco Volante |                       |
| **     | Ferrari                  | **                    |
|        | Ferrari 166              |                       |
|        | Ferrari Colombo motor    | Motor                 |
| **     | Maserati                 | **                    |
|        | Maserati 6CM             |                       |
|        | Maserati 250F            |                       |
| **     | Bugatti                  | **                    |
|        | Bugatti Type 251         |                       |
| **     | A.L.C.A                  | **                    |
|        | A.L.C.A Volpe            |                       |
| **     | MV Agusta                | **                    |